# Kodeks 0255
Kodeks 0255 (Gregory-Aland no. 0255) – grecki kodeks uncjalny Nowego Testamentu na pergaminie, datowany metodą paleograficzną na IX wiek. Rękopis zaginął. Tekst rękopisu nie jest wykorzystywany we współczesnych wydaniach greckiego Nowego Testamentu. 

## Opis
Do XX wieku zachowały się 2 pergaminowe karty rękopisu, z greckim tekstem Ewangelii Mateusza (26,2-9; 27,9-16). Karta kodeksu ma rozmiar 15 na 10 cm. Tekst jest pisany jedną kolumną na stronę, 14 linijkami w kolumnie. 

## Tekst
Tekst rękopisu reprezentuje bizantyjską tradycję tekstualną. Kurt Aland zaklasyfikował tekst rękopisu do kategorii V. 
W Mateuszu 26,7 – przekazuje wariant βαρυτιμου (bardzo kosztownego), wariant jest wspierany przez Kodeks Watykański, W, 089, 0133, f1, f13, rękopisy bizantyjskiej tradycji tekstualnej; inne rękopisy przekazują wariant πολυτιμου (wielce kosztownego), są to: Kodeks Synajski, Kodeks Aleksandryjski, Kodeks Bezy, Regius, Koridethi, 33, 565, 892, 1010 i 1424). 

## Historia
INTF datuje rękopis na IX wiek . 
Na listę greckich rękopisów Nowego Testamentu wciągnął go Kurt Aland, oznaczając go przy pomocy siglum 0255. Został uwzględniony w II wydaniu Kurzgefasste. Rękopis został wykorzystany w 26 wydaniu Nestle-Alanda (NA26). Nie został jednak uwzględniony w następnych krytycznych wydaniach greckiego Nowego Testamentu (NA27, UBS4). 
Rękopis był widziany w Kubbat al-Chazna w Damaszku, obecne miejsce jego przechowywania jest nieznane . 